# Les Doigts qui voient
Les Doigts qui voient est un film muet français réalisé par Georges-André Lacroix et Louis Feuillade (non confirmé) et sorti en 1911.

## Fiche technique
- Réalisation et scénario : Georges-André Lacroix et/ou Louis Feuillade  (co-direction non confirmé)
- Société de production : Société des Établissements L. Gaumont
- Éditeur : Comptoir Ciné-Location (CCL)
- Pays : France
- Format : Muet - Noir et blanc - 1,33:1 - 35 mm
- Métrage : 300 m
- Date de sortie : 
  -  France - mars 1911

## Distribution
- Renée Carl
- Paul Manson